# Hadena ignepectus
Hadena ignepectus là một loài bướm đêm trong họ Noctuidae.